# Brockhoff (Musikerin)
Brockhoff (bürgerlich Lina Brockhoff, auch genannt Brocki) ist eine deutsche Musikerin und Songwriterin aus Hamburg. Sie ist in der Indie-Rock-Szene Deutschlands bekannt.

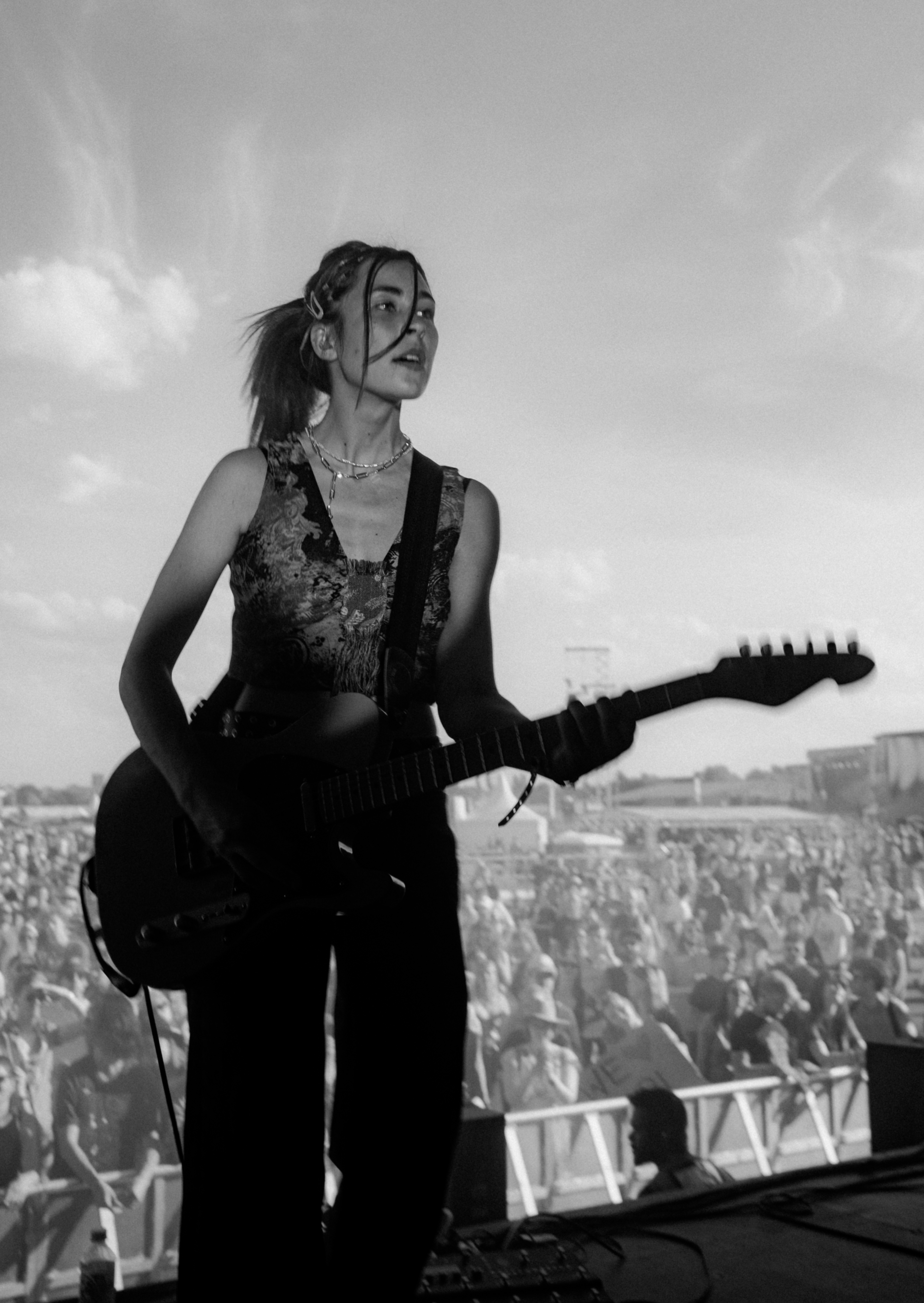
Brockhoff Live 2022 beim Tempelhof Sounds Festival

## Karriere
Brockhoff  veröffentlichte 2022 ihre Debüt-EP Sharks beim Hamburger Label Humming Records. Die EP fand positive Resonanz in der Musikpresse und führte zu ersten Festivalauftritten sowie einer Nominierung beim Preis für Popkultur 2023 in der Kategorie „Hoffnungsvollste:r Newcomer:in“.
Im selben Jahr wurde sie mit dem Musikpreis Krach+Getöse des Rockcity Hamburg e. V. ausgezeichnet. 2023 folgte ihre zweite EP I’ve Stopped Getting Chills For A While Now, erneut bei Humming Records.
Sie erhielt darüber hinaus den GUNDA-Popkulturpreis in der Kategorie „Newcomer National“ und wurde für den VUT Indie Award 2023 als „Beste*r Newcomer*in“ nominiert.
Brockhoff absolvierte  zahlreiche Konzerte im In- und Ausland, unter anderem als Support für Paolo Nutini und Giant Rooks in Städten wie Amsterdam, Paris, Liverpool und Glasgow. Weitere Supportauftritte hatte sie für Alice Merton, Betterov, Von Wegen Lisbeth und Pom Pom Squad.

## Stil
Ihr musikalischer Stil bewegt sich im Spannungsfeld zwischen Indie-Rock, Grunge und introspektivem Songwriting. Sie wurde häufig mit Künstlerinnen wie Sheryl Crow, Phoebe Bridgers, Snail Mail, Soccer Mommy und Julien Baker verglichen.

## Live und Festivalauftritte
Am 6. Januar 2024 veranstaltete Brockhoff eine Release-Show für ihre zweite EP im Hamburger Molotow Club. Gemeinsam mit  befreundeten Acts wie Philine Sonny, Blush Always, Willow Parlo und Shitney Beers gestaltete sie den Abend auf der Bühne. Dies unterstreicht ihre enge Verbindung zur lokalen und nationalen Indie-Rock-Szene.
Brockhoff trat  auf zahlreichen  Festivals auf, darunter das Southside Festival, MS Dockville, Appletree Garden Festival, Haldern Pop, Tempelhof Sounds das niederländische Showcase-Festival Eurosonic Noorderslag, The Great Escape Festival in Brighton oder das Reeperbahn Festival in Hamburg.

## Medienpräsenz
Im April 2024 war sie Teil des BR-Formats Startrampe COVERED. Dort interpretierte sie den Hannah-Montana-Song The Best of Both Worlds im Indie-Stil.

## Diskografie

### EPs
- 2022: Sharks (Humming Records)
- 2023: I’ve Stopped Getting Chills For A While Now (Humming Records)

### Singles und Features (Auswahl)
- 2024: Bigger Picture – Blush Always feat. Brockhoff (Embassy of Music)[10]

## Auszeichnungen
- 2023: KRACH+GETÖSE Musikpreis[11]
- 2023: Nürnberger Popkulturpreis GUNDA – Newcomer National[12]
- 2023: Preis für Popkultur – Hoffnungsvollste:r Newcomer:in (nominiert)
- 2023: VUT Indie Award – Beste*r Newcomer*in (nominiert)